# Clorfenvinfos
El clorfenvinfos es  un insecticida organofosforado empleado contra plagas de insectos en el ganado, plagas domésticas, y en follaje de diversos cultivos. 
Este insecticida debe su toxicidad a la capacidad de interferir en la transmisión de impulsos nerviosos, provocando la parálisis y consecuentemente la muerte.

## Propiedades físicas-químicas
En estado puro (100% clorfenvinfos) es un líquido incoloro con un olor suave. Mientras que la marca comercial es un líquido de color naranja a marrón (ámbar)  ("Clorfenvinfós | PRTR España", 2017) cuya composición generalmente es del 90%.
Su fórmula química es C12H14Cl3O4P, tiene una masa atómica de 359,6 g/mol, presenta un punto de ebullición a  167-170 °C (a 0,07 kPa), y su punto de fusión de  -19 a -23 °C, su densidad relativa (agua =1 g/ml) es de 1,36 g/ml, no presenta solubilidad en agua, y tiene una presión de vapor (Pa a 20 °C) de 0,001 Pa.
La molécula se puede describir como un éster enólico derivado de dicloroacetofenona y ácido dietilfosfónico. 
Esta sustancia se mezcla con facilidad con la acetona, el propilenglicol, y el etanol. Es descompuesta por el agua lentamente, y es corrosiva para el metal (“ATSDR - Toxicological Profile: Chlorfenvinphos”, 2017).

## Producción
Este compuesto químico es de origen artificial, y no se genera de forma natural en el medio ambiente. Se produce por reacción del fosfito de trietilo con 2,2,2 ', 4'-tetracloroacetofenona. El material de grado técnico contiene más de 92 % de clorfenvinfos como los isómeros Z (trans) y E (cis) en una relación (Z: E) de 8,5: 1 (“ATSDR - Toxicological Profile: Chlorfenvinphos”, 2017).

## Usos
Se vendió con nombres comerciales como Birlane®, Dermaton®, Sapercon®, Steladone® y Supona®. 
El primer producto registrado en incluir en su composición este compuesto fue Dermaton®. El cual fue introducido en Estados Unidos en 1963 y se empleó para uso veterinario en el control de pulgas y garrapatas en mascotas domésticas, y otros animales como un insecticida y acaricida. 
Entre 1960 y 1970 se registra el empleo de este compuesto para otros usos aparte de los ya citados como  aerosoles de superficie y larvicidas. Por lo que se empleo para controlar moscas adultas en establos lecheros, cuartos de leche, gallineros, corrales de engorde, establos, y otros edificios de animales; y para controlar larvas de moscas en pozos, pilas de almacenamiento de estiércol, y áreas de acumulación de desperdicios cercanas a lecherías y comederos.
 En 1980 se registró para usos adicionales en una formulación en polvo para uso en perreras y collares para perros para el control de pulgas y garrapatas.
Otros productos que incluyen  este compuesto  en su composición fuera de Estados Unidos son Birlane®, C8949, CGA 26351, Sapecron®, Steladone® y Supona®.  
Birlane® se emplea como un insecticida del suelo, usado contra gusanos y larvas de raíces, y gusanos cortadores. Se empleó como insecticida foliar, para controlar los escarabajos de Colorado en cultivos de patatas, insectos trepadores y huevos de ácaros en cítricos; En cultivos de maíz, arroz y caña de azúcar para protegerlos de los insectos barrenadores que afectan al tallo de estos cultivos. También se utiliza en cultivos de algodón contra las moscas blancas. 
Birlane® 24 se emplea para controlar las  moscas de la raíz, las larvas de moscas  de las familias Phoridae y Sciaridae, moscas de la fruta en maíz, y moscas de bulbo de trigo en trigo de invierno. 
Los gránulos de Birlane® al 10% se emplean para controlar las moscas de la raíz, y  Birlane® líquido para tratamiento de semillas  para controlar moscas de bulbo de trigo en trigo de invierno. 
Supona® se utiliza en el control de garrapatas, piojos, ácaros y moscas en el ganado; moscas azules y piojos en ovejas; y pulgas y garrapatas en perros. 
Steladone® y Sapecron® se emplean como baños o pulverizadores para el control de ectoparásitos en el ganado. Además se emplea para el control de larvas de mosquito (“ATSDR - Toxicological Profile: Chlorfenvinphos”, 2017).

## Regulación
Este compuesto está clasificado como una sustancia extremadamente peligrosa en los Estados Unidos según la sección 302 de la Ley de Planificación de Emergencia y Derecho Comunitario de los EE. UU. (42 USC 11002), por lo que se aplican estrictos requisitos a las instalaciones que producen, almacenan, o lo usan en cantidades significativas ("40 CFR Appendix A to Part 355, The List of Extremely Hazardous Substances and Their Threshold Planning Quantities", 2017).
Además está regulado por "La planificación de emergencia y el derecho a saber de la comunidad de 1986" ("The Emergency Planning and Community Right-to-Know Act of 1986" (EPCRA) (EPA 1987)). Esto significa que los propietarios y operadores de instalaciones que fabriquen, importen, procesen, o usen este compuesto de cualquier otra manera, están obligados por la sección 313 del título III de EPCRA  a informar de la liberación de este producto en cualquier medio ambiental (“ATSDR - Toxicological Profile: Chlorfenvinphos”, 2017).
Este compuesto se ha prohibido en la Unión Europea (como producto fitosanitario) y en los Estados Unidos (en 1991). En Suiza está permitido el uso de la marca Birlane® para cultivos y ciertos vegetales. En Australia se prohibió su empleo en alfalfa, patatas, y champiñones, y se empleo en medicina veterinaria para tratar ectoparásitos hasta 2013. (Szatkowska B, et al., ed. 2011).

## Efectos toxicológicos
La Agencia para Sustancias Tóxicas y el Registro de Enfermedades (ATSDR) ha establecido estándares y directrices en pos de proteger a las personas de posibles efectos nocivos de la toxina, y se ha desarrollado unos niveles de riesgos mínimos múltiples (LMR) para la exposición oral a partir de los niveles de efectos adversos observados más bajos (LOAEL) en ratas de prueba, en función de los efectos neurológicos adversos. 
Un LMR oral agudo (14 días o menos) es de 0,002 mg/kg/día (a partir de un LOAEL de 2,4 mg/kg/día basado en efectos neurológicos adversos en ratas). 
Un LMR oral intermedio (15-364 días) de 0,002 mg/kg/día (a partir de un LOAEL de 1,5 mg/kg/día basado en efectos inmunológicos / linforreticulares adversos en ratones).
Un LMR oral crónico (365 días o más) de 0,0007 mg/kg/día (a partir de un LOAEL de 0.7 mg/kg/día, basado en efectos neurológicos adversos en ratas) (“ATSDR - Toxicological Profile: Chlorfenvinphos”, 2017).
Se desconoce si este compuesto es cancerígeno para  seres humanos. El Departamento de Salud y Servicios Humanos (DHHS),  la Agencia Internacional para la Investigación del Cáncer (IARC), y la Agencia de Protección del Medio Ambiente EPA no han clasificado este compuesto en lo referente a su poder cancerígeno (ATSDR Clorfenvinfos, 2017).
La toxicidad aguda varía según la especie. Los valores de DL50 oral oscilan entre 9,6-39 mg/kg en ratas y >12,000 mg/kg en perros (Gardner, J. 1992);  Aunque no hay datos directos sobre la toxicidad aguda en humanos, un estudio in vitro de la desintoxicación de chlorfenvinphos ha demostrado que las enzimas hepáticas humanas eran casi tan efectivas como las de los conejos, que tienen una DL50 oral de 412-4700 mg/kg (Gardner, J. 1992) (Utson, D.H.; Logan, C.J. 1986).
La exposición prolongada de este compuesto en humanos disminuye la actividad de colinesterasa en plasma y eritrocitos (Ottevanger, C.F. 1976). No se han reportado genotoxicidad significativa, carcinogenicidad o teratogenicidad. Sobre la base de un NOAEL de 0,05 mg/kg observado en ratas, se ha establecido una ingesta diaria aceptable para humanos de 0,0005 mg/kg (National Institute of Public Health and Environmental Protection. 1994)
Sin embargo en estudios realizados en animales se observó una disminución de fertilidad en ratas que habían sido alimentadas con comida que presentaba estos compuestos, y en otro estudio se observó que dichos compuestos afectaron al desarrollo de ratas cuando se suministro a animales preñados (ATSDR Clorfenvinfos, 2017)

## Posibilidad de Exposición humana
Este insecticida puede extenderse por filtración debido a la escorrentía y la lixiviación hasta alcanzar aguas subterráneas, puede pasar del suelo al aire por evaporación, y no se tienen indicios de que se acumule en plantas o animales, puesto que se trata de un compuesto organofosforado.
Generalmente las exposiciones a este compuesto se dan por la ingesta de productos agrícolas que fueron tratados con él, pero también puede darse por productos farmacéuticos que contengan en su composición lanolina (grasa natural de lana de oveja, la cual se contamina por el empleo de clorfenvinfos para combatir plagas de pulgas). 
Por supuesto al trabajar con estos compuestos o sus residuos (sin las medidas adecuadas), o entrar en contacto con tierra contaminada por ellos  o respirar gases provenientes de esta, implica un alto riesgo de exposición. Esto afecta sobre todo a trabajadores que utilicen estos productos, y personas que vivan en las cercanías de instalaciones donde se fabriquen o empleen, o sitios de desechos que los contengan (ATSDR Clorfenvinfos, 2017).

## Efectos en humanos
Se dan 3 vías de entrada principalmente,  dérmica (la menos eficiente), respiratoria y oral. Normalmente esta última se debe a la ingestión de productos alimenticios tratados con estos compuestos. Dentro del organismo de distribuye por el cuerpo, pero no se acumula bien en los tejidos al tratarse de un compuesto organofosforado (Wagner U, , et al. 1990).
En humanos la enzima citocromo P450 facilita la desalquilación oxidativa del compuesto a acetaldehído y 2-cloro-1- (2,4-diclorofenil) viniletilhidrogenofosfato, el último de los cuales rápidamente se descompone en acetofenona. La acetofenona se reduce luego a un alcohol y se conjuga con glutatión transferasas (Hutson, D 1990); (Hutson, DH; Wright, AS 1980).
La toxicidad de estos compuestos principalmente es la inhibición de la acetilcolinesterasa, provocando una acumulación de acetilcolina en las conexiones neuroglandulares y en las del Sistema Nervioso Central. Lo que genera una hiperexcitación de los receptores colinérgicos muscarínicos y nicotínicos, provocando diferentes síntomas según la parte afectada (U.S. Department of Health and Human Services. 1997).
En el caso de que se acumulen acetilcolina en los receptores muscarínicos (músculos lisos, el corazón y glándulas exocrinas) los síntomas son opresión en el tórax, bradicardia, aumento de la salivación, lagrimeo y sudoración, e incremento del peristaltismo, lo que deriva en náuseas, vómitos, y diarreas. 
La acumulación de acetilcolina en receptores nicotínicos (presentes en músculo esquelético y ganglios autónomos) genera los siguientes  síntomas; fatiga, espasmos involuntarios, debilidad muscular, hiperglucemia e hipertensión.
Por último la acumulación de acetilcolina en el sistema nervioso central presenta síntomas muy variados, entre los que se destacan convulsiones, ansiedad, depresión de los centros respiratorio y circulatorio, y coma (Timbrell, J.A. 2009).
La insuficiencia respiratoria debido a parálisis y broncoconstricción es la causa más probable de muerte por este compuesto (U.S. Department of Health and Human Services. 1997).